# Robert Mundell
Robert Alexander Mundell, född 24 oktober 1932 i Kingston, Ontario, död 4 april 2021 i Monteriggioni, Toscana, Italien, var en kanadensisk nationalekonom, som tog sin examen vid University of British Columbia. Han avlade sin doktorstitel vid MIT. Mundell är känd för sitt arbete inom monetär dynamik, Mundell-Fleming-modellen och Mundell-Tobin-effekten. Hans studier av optimala valutaområden bidrog till skapandet av euron. Mundell fick Sveriges Riksbanks pris i ekonomisk vetenskap till Alfred Nobels minne 1999. År 2006 utnämndes han till hedersdoktor vid Islands universitet.